# 陳琳 (弘治進士)
陳琳（1462年—1527年），字玉疇，號石峰，福建莆田縣（今福建省莆田市）人，明朝政治人物，弘治丙辰进士，累官南京兵部右侍郎。

## 生平
福建鄉試第二名舉人。弘治九年（1496年）丙辰科進士。選翰林院庶吉士，授监察御史，曾出巡督查南畿學政。
正德初年，刘瑾擅政，勒令劉健、謝遷辞职，并逮捕戴銑、陸崑等人。陳琳上疏抗章，被刘瑾指认为奸党，謫揭陽县丞。刘瑾被诛后，陳琳升嘉興同知。升浙江嘉兴府知府，正德七年（1512年），改山东按察司副使。正德十年（1515年），改河南布政使司右参政。正德十五年，任广东右布政使、左布政使。正德十六年，改都察院右副都御史，巡抚江西等地。嘉靖元年，改南京大理寺卿。嘉靖三年，升南京兵部右侍郎。年六十六卒。

## 家族
曾祖父陳伯奇；祖父陳廷俊；父親陳崇著。母林氏。慈侍下。兄瑶、璋、玥（听选官）、弟瑠。